# Mártires escolapios de Alcañiz
Los Mártires escolapios de Alcañiz son los 9 escolapios del Colegio San Valero de las Escuelas Pías de Alcañiz, martirizados y asesinados por milicianos anarquistas en el inicio de la Guerra Civil Española en la localidad turolense de Alcañiz, España. Los escolapios perdieron en el periodo (1936-1939) 204 religiosos de los que 30 pertenecián a la provincia escolapia de Aragón. Existen diversas causas de beatificación pendientes.

## Lista de fallecidos
- Saturnino Lacuey López
- Ramón Royo Zapater
- Pedro Serrate Munteis
- Domingo Blanch Alós
- Ramón Encuentra Latorre
- Manuel Guíu Piazuelo
- Domingo Jordán Vals
- Tomás Lacarra Mendoza
- Dionisio Pintado Suils

## Enlaces
- escolapios víctimas de la persecución religiosa
- Portal:Iglesia católica. Contenido relacionado con Iglesia católica.

- Datos: Q30062349